# 人狼 ザ・ライブプレイングシアター
『人狼 ザ・ライブプレイングシアター』（じんろう ザ・ライブプレイングシアター）は、セブンスキャッスル（2018年現在は株式会社オラクルナイツ）主催の人狼ゲームを題材とした舞台劇のシリーズである。The Live Playing Theaterの頭文字を取って『人狼TLPT』と略されることが多い。2012年から毎年数回公演されている。
役者は人狼ゲームのルールに従ってお互いの正体を推理しつつ、ゲーム展開に基づいた物語を即興劇のスタイルで演じ、ゲームとしての勝敗が決した所で幕となる。観客も役者と同じ目線で推理することで舞台に参加できるとされる。

## 企画の経緯
セブンスキャッスルの桜庭未那が、人狼ゲームが強いドラマ性を持つことに着目して企画を立ち上げた。

## 舞台の流れ
物語の台本はオープニング部分までで、それ以降、役者はゲーム展開に基づいた即興劇を繰り広げる。人狼ゲーム上の役職は公演ごとに直前に13枚のカードを配り決定され、役者はその役職に応じて役の演出を変えることになる。観客には役職を推理して記入するための解答用紙が開演前に配られる。解答用紙は舞台の中盤で回収され、正解者には商品が提供される。最終的に村人側が勝利したら「HAPPY END」、人狼側が勝利したら「BAD END」として幕を閉じる。
同じ公演でも上演回によって全く展開の異なる舞台となるため、公式では公演内容のネタバレを禁止していない。

## 物語の背景
物語の背景と導入は公演によって大きく異なる。しかし幾つかの背景は複数の公演で繰り返し用いられ、それぞれ名称がついている。今まで用いられた背景を以下で説明する。
VILLAGE
西洋の村に人狼が紛れ込み、村人を次々と襲撃したため、その対策として昼に村人を処刑するという設定。本家の人狼ゲームの設定に近く、シリーズの初期から最も多く公演されている。
MISSION
あるマフィア組織の中に、人狼となるドラッグを摂取した者が3人紛れ込んだというハードボイルドな設定。1回目は男性キャストのみだったが、2回目の公演では女性キャストも出演している。2018年6月～7月に男性キャストのみで3回目の公演が、2022年2月に同じく男性キャストのみで4回目の公演が行われた。
WITCH
試練に挑む13人の魔女のうち、3人は試練のために打ち倒す人狼型のゴーレムであるという設定。登場キャラクターは全員女性だが、男性キャストが演じているキャラクターも存在する。
WITCHⅡ
星降りの宴の開催を阻止すべく、狼の女王が乗っ取った3人の魔女を探す設定。全員が女性キャストのみで行われた公演。
STEAM
ロストテクノロジーによって嘘をつけるようになったオートマトンと、そのマスターである人間が登場する、スチームパンクな設定。2016年4月現在までで、2回公演されている。
DEPTH
深海に存在する近未来の研究施設が舞台。人狼や人魚について研究していたチームの中に、脱走した人狼が紛れ込んだという設定。2020年11月現在までで3回公演され、2019年3月に動画サイトParabi（パラビ）にて中継放送の回が上映されている。
DISMISS
売れないミュージシャン達が大手レコード会社の元に集められ、勝利したらメジャーデビューできるという条件で人狼ゲームに興じるという設定。2016年12月現在までで、2回公演されている。
FLAG
たどり着けばどんな願いも叶えられる、という幻の大陸を目指し旗のもとに集う海賊の設定。2019年7月現在までで、2回公演されている。
EXAM
あらゆる分野のエリートを育成する学園に、たった一度のチャンスで合格できる「特別試験」に挑む受験生の設定。2021年8月現在までで3回公演されている。
このほか、宇宙船内での事件という設定（第2回公演）や、美を求める女性キャラクターのみが登場する、小鶴脚本の『人狼TLPT X 吸血鬼 渇愛の宴』などがある。その他のコラボレーション公演での設定については後述する。

## ルール
役職の内訳は、13人のキャストに対し、人間6名・予言者1名・霊媒師1名・狩人1名・人狼3名・狂人1名。なお、第1回公演の『Villageプレビュー』と『人狼TLPT X 吸血鬼 渇愛の宴』での公演は、人間を5名とした12人で行われた。
また、「予言者は開演前に人狼ではない1名をランダムにGMから知らされている」「狩人は同じ人物を2日連続で護衛することはできない」「人間は嘘をついてはいけない(狩人の能力持ち伏せとゲーム進行上嘘をつく必要のある最終日を除く)」という特殊ルールが追加されている。
観客が自分の推理を記入した解答用紙はゲーム3日目の夜に回収される。3人の人狼を正しく予想できたら「正解」、舞台上の全てのキャラクターの役職を正しく予想できたら「パーフェクト」となり、それぞれに賞品が用意されている。

## 主な出演者
- 通算400ステージ出演者
  - 石井由多加 (自由人メイソン 役など)
- 通算300ステージ出演者
  - 森本未来 (踊り娘ドリス 役など)
  - 池永英介 (団長ダンカン 役など)
  - 寺島絵里香 (菓子職人デイジー 役など)
  - 澤田拓郎 (配達人ハイラム 役など)
- 通算200ステージ出演者
  - 都倉伶奈 (未亡人キャシー 役など)
  - 横山可奈子 (修道女エスター 役など)
  - 松崎史也 (医師マドック 役など)
  - 永石匠 (奏者ノエル 役など)
  - 田邊久乃 (パン屋パンジー 役など)
  - 渡邊隆義 (仕立て屋テイラー 役など)
- 通算100ステージ出演者
  - 林修司 (神父クリス 役など)
  - 大里雅史 (大工デューク 役など)
  - 加藤靖久 (局長サミー 役など)
  - 瀬川ももえ (髪結いバーバラ 役など)
  - 渡辺隼斗 (剣豪ムサシ 役など)
  - 溝口謙吾 (世捨て人デヴィッド 役など)
  - 前枝野乃加 (蝋燭屋キャロル 役など)
  - 遠藤沙季 (詩人ジンジャー 役など)
  - はぎのりな (暇人キンバリー 役など)
  - 高地真吾 (船乗りルーサー 役など)
  - 手島沙樹 (秘書ナタリー 役など)
  - 橋本顕 (水汲みウォルター 役など)
  - ウチクリ内倉 (葬儀屋ソール 役など)
  - 中村裕香里 (調合師カチュア 役など)
  - 近藤樹里子 (絵描きヘイゼル 役など)
  - 仲田敬治 (男爵バロウズ 役など)
  - 柳原聖 (木こりイーゴリ 役など)
  - 三上俊 (教師ユリウス 役など)
  - 村田翔平 (居候ソーヤー 役など)
- その他
  - 七城ナナ (プロデューサー / 天の声ナナ 役など)
  - 児玉健 (ゲーム指導 / 賢者コーダ 役など)

## コラボレーション
新撰組
『人狼TLPT X 新撰組』として公演された。幕末の日本で尊王攘夷を掲げる志士が放った人狼が、新撰組の中に紛れ込んだという設定。近藤勇、土方歳三ほか、新撰組の隊士が実名でキャラクターとして登場する。2017年3月に3回目の公演が舞台「龍よ狼と踊れ」と同時公演で行われた。
PSYCHO-PASS
2015年9月から10月にかけて、アニメーション作品『PSYCHO-PASS サイコパス』とのコラボレーション公演が行われた。世界観はアニメ第1期終了後の1年後という設定。全てのキャラクターは舞台のみのオリジナルキャラクターである。
宇宙兄弟
漫画作品『宇宙兄弟』とのコラボレーション公演が行われた。原作のキャラクターと舞台のみのオリジナルキャラクターが登場した2017年7月までに2回行われた。
ドラゴンクエストX
『人狼TLPT X ドラゴンクエストX 勇者姫と薔薇の盟友』として2018年3月に公演。ゲーム『ドラゴンクエストX 眠れる勇者と導きの盟友 オンライン』（Ver.2）の最終決戦手前で盟友たち（ゲーム内でのプレイヤーに該当）のうち3名が人狼と化す呪いにかかったという設定。